# Vương Lăng (Tần)
Vương Lăng (chữ Hán: 王陵; ? - ?) là tướng nước Tần cuối thời kỳ Chiến Quốc.

## Binh nghiệp
Năm 260 TCN, quân Tần do Bạch Khởi chỉ huy thắng lớn ở Trường Bình, Phạm Thư nghe theo lời ly gián của Tô Đại, khuyên Tần Chiêu Tương vương chấp nhận yêu cầu cắt đất cầu hòa của nước Triệu, làm cho quân Tần mất cơ hội gia tăng thành quả thắng lợi. Sau khi quân Tần rút về, Triệu Hiếu Thành vương lại nghe theo Ngu Tín bội ước. Chiêu Tương vương giận dữ, sai Bạch Khởi mang quân đánh Triệu nhưng Bạch Khởi cự tuyệt.
Năm 259 TCN, Tần Chiêu Tương vương sai Vương Lăng, tước vị lúc đó là Ngũ đại phu, dẫn quân đánh Triệu, bao vây thành Hàm Đan. Quân Triệu ra sức chống trả. Vương Lăng bị tướng Triệu là Liêm Pha, Triệu Thắng đánh bại, quân Tần thiệt hại 5 giáo.
Vương Lăng bị miễn chức, Bạch Khởi từ chối tiếp nhận, Chiêu Tương vương bèn cho Vương Hột làm chủ tướng, tiếp tục bao vây Hàm Đan. Năm 257 TCN, quân Tần bị Ngụy Vô Kỵ đánh bại.

## Nghi vấn
Năm 207 TCN, thời Tần Nhị Thế, quân khởi nghĩa của Lưu Bang tiến đến sông Đan, tướng Tần đóng ở Tây Lăng là Cao Vũ hầu Thích Tai, Tương Dương hầu Vương Lăng đầu hàng. Không rõ người này có phải là Ngũ đại phu Vương Lăng thời Chiêu Tương vương hay không.

## Trong văn hóa
Trong tiểu thuyết Đông Chu liệt quốc chí của Phùng Mộng Long, Vương Lăng xuất hiện lần đầu ở hồi 98, là một thiên tướng dưới quyền Vương Hột.
Phùng Đình hàng Triệu, mở ra cuộc chiến Trường Bình, quân Tần do Vương Hột, Trương Đường, Tư Mã Ngạch chỉ huy giằng co với quân Triệu do Liêm Pha, Phùng Đình dẫn dắt. Liêm Pha cố thủ không ra, Vương Lăng hiến kế cho Vương Hột chặn nguồn sông để quân Triệu thiếu nước, nhưng Liêm Pha cẩn thận đã cho lính đào giếng trước nên kế không thành.
Vua Tần cử Bạch Khởi làm thống soái, Vương Lăng cùng Vương Bí thành tướng trực thuộc Bạch Khởi. Bạch Khởi lợi dụng địa hình, bày ra mưu kế, lại giao cho Vương Lăng, Vương Bí nhiệm vụ vờ thua trận, dụ quân Triệu vào bẫy. Quân Tần nhờ đó mà giành thắng lợi.
Sang hồi 99 thì Vương Lăng được mô tả như trong lịch sử trong trận Hàm Đan, thua trận và bị Vương Hột thay thế.